# Dašičev
Dašičev je priimek več oseb:
- Ivan Fjodorovič Dašičev, sovjetski general
- Vjačeslav Dašičev, ruski znanstvenik